# Juraj Zrinski

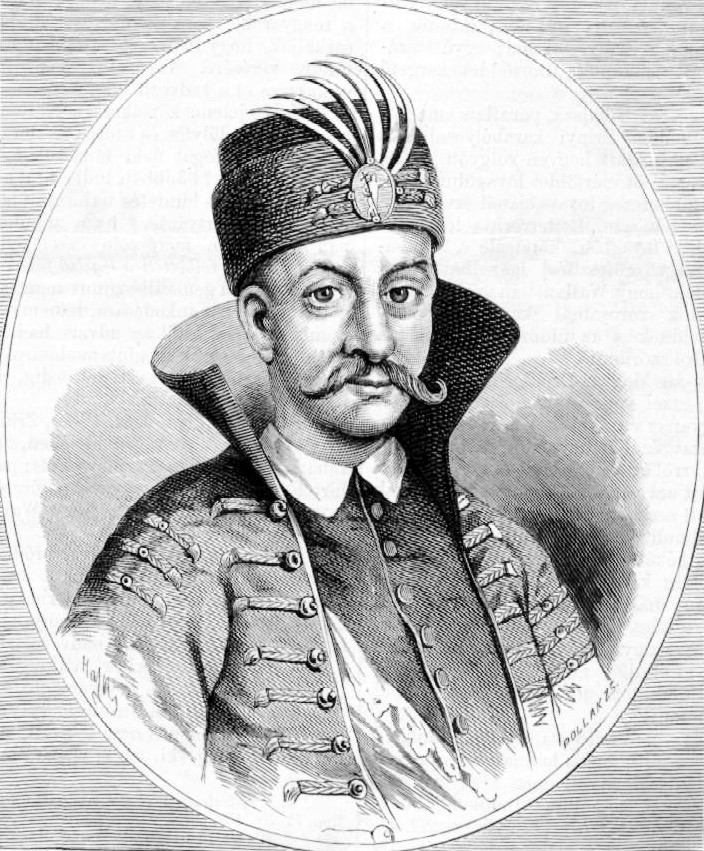
Georg Zrinski (1599–1626)

Georg V. Šubić von Zrin, kurz Georg V. Zrinski (kroatisch Juraj V. Zrinski, ungarisch Zrínyi V. György; * 31. Januar 1599 in Čakovec; † 28. Dezember 1626 in Pressburg) war ein Graf aus dem Adelsgeschlecht Zrinski und Ban von Kroatien.

## Leben
Georg (V.) Zrinski (der fünfte mit dem gleichen Namen in der Familie) war der Sohn von Georg (IV.) Zrinski und dessen Ehefrau Sofia geb. Stubenberg. Sein Großvater war Nikola Šubić Zrinski, der Held von Szigetvár.
Als Jugendlicher war er ein Lutheraner, kehrte aber später zum Katholizismus zurück. Er lebte meistens auf Schloss Ozalj bei Karlovac (Karlstadt), aber 1625 zog er nach Čakovec um.
Am 15. November 1622 wurde Zrinski zum Ban von Kroatien ernannt. Er wurde bekannt als Feldherr, der gegen die Türken in vielen Kämpfen antrat.
Er war mit der Gräfin Magdalena Széchy verheiratet und hatte zwei Söhne, Nikola und Petar, die beide später auch Bane von Kroatien wurden.
Zrinski nahm mit seinen kroatischen Reitern am Dreißigjährigen Krieg teil und starb 1626 im Militärlager bei Pressburg. Einige historische Quellen weisen darauf hin, dass er wegen Meinungsverschiedenheiten mit Albrecht von Wallenstein vergiftet worden sei.
Zrinski wurde in der Familiengrabstätte des Hauses im Paulanerkloster der Sveta Jelena, zwei Kilometer von Čakovec entfernt, beigesetzt.